# لیپوو موست
لیپوو موست (به لاتین: Lipowy Most) یک روستا در لهستان است که در گمینا شوجاوووو واقع شده‌است.